# 彼得·罗
彼得·罗（英語：Peter Lorre，1904年6月26日—1964年3月23日）是一名出身于奥匈帝国并移民美国的演员。

## 生平
彼得·罗出生在鲁容贝罗克他在维也纳接受了教育，他的父亲是一家纺织厂的记账员同时也是 奥匈帝国陆军的预备役军官。1908年，他的母亲因为血液中毒而去世，不就之后他的父亲就娶了第二任妻子，因而彼得罗被自己的父亲疏远了。后来他们家因为父亲的工作和军队中服役的关系多次搬家，彼得·罗曾经在学校里演出过《白雪公主》，扮演七个小矮人中的一个。17岁那年他离家出走，在维也纳做了一家银行的职员。
他的第一次登台表演是在瑞士的苏黎世，大约7年时间里他都在德国电影里出演没人关注的小角色。直到1931年，德国著名导演弗里茨·朗让他在《M》中饰演了一个角色。1933年他前往了巴黎，后来还去了伦敦。那时阿尔弗雷德·希区柯克看到了彼得罗以后对他的外形很感兴趣于是让他在1934年版的《擒兇記》中出演了一个角色。到1935年又去了好莱坞。他很快就在好莱坞找到了工作，30年代晚期他在一个系列电影中扮演日本侦探。而1941年和42年，他分别出演了著名电影《马耳他之鹰》和《北非谍影》，这两部电影中和他演对手戏的都是鲍嘉。1938年时，纳粹把彼得·罗在电影M中的画面用作宣传，用以对犹太人做负面宣传。等到第二次世界大战结束后，彼得·罗到了德国，1951年时在那里自编自导自演了一部电影。不过这部电影结束之后他的演艺生涯就进入了衰退期，1964年拍摄了自己的最后一部电影。他还在1954年的第一部詹姆斯·邦德电影《皇家赌场》中饰演了一个角色。
彼得·罗一共结婚三次，并在1950年生育了一个女儿。

## 扩展阅读
- Svehla, Gary. . Midnight Marquee Actors Series. Midnight Marquee Press. 1999. ISBN 1-887664-30-0.
- Youngkin, Stephen D.; Bigwood, James; Cabana, Raymond. . Citadel Press. 1982. ISBN 0-8065-0789-6.
- Thomas, Sarah. . Berghahn Books. 2015. ISBN 978-0-85745-441-6.